# Automolius cooki
Automolius cooki är en skalbaggsart som beskrevs av Macleay 1886. Automolius cooki ingår i släktet Automolius och familjen Melolonthidae. Inga underarter finns listade.